# Galería de los Espejos
La Galería de los Espejos (en francés: Galerie des Glaces) o Gran Galería del Palacio de Versalles (Francia) es una suntuosa galería construida con el objetivo de deslumbrar a los visitantes de Luis XIV. Concebida por el arquitecto Jules Hardouin Mansart, se construyó entre 1678 y 1684, reemplazando una terraza de Luis Le Vau que unía las dos alas del palacio (norte y sur) con la fachada del oeste.
De estilo barroco tiene una longitud de 73 metros por 10,50 metros de ancho. Diecisiete ventanas proporcionan la luz que se refleja en 357 espejos puestos frente a frente. Semejante galería fue un acontecimiento en el siglo XVII porque, por primera vez, las personas se podían contemplar de cuerpo entero. La galería representó, asimismo, un lujo impresionante teniendo en cuenta que, en aquel tiempo, un espejo resultaba muy caro.
La bóveda de cañón está decorada con pinturas de Charles Le Brun en las que se representaba el reinado de Luis XIV. Inicialmente, la estancia se ornamentó con un mobiliario de plata y numerosas estatuas antiguas, fundido en 1689, el mobiliario de plata dio paso a otro de madera dorada que desapareció durante la Revolución francesa.
La Galería de los Espejos fue el magnífico escenario para muchos de los grandes acontecimientos ocurridos en el curso de los siglos, como las celebraciones del matrimonio de María Antonieta con el delfín de Francia (16 de mayo de 1770), la proclamación del Imperio alemán (18 de enero de 1871) o la firma del Tratado de Versalles que puso fin a la Primera Guerra Mundial (28 de junio de 1919) entre otros.

## Origen y evolución
Las primeras galerías, aparecieron en Francia durante la segunda mitad del siglo XV, inicialmente eran un lugar de paso hacia la capilla, luego fueron adquiriendo otras funciones al mismo tiempo que su arquitectura se volvía más elaborada y solemne.
A principios del siglo XVI, las galerías servían para exponer colecciones de cuadros o antigüedades, para pasear los días lluviosos o para contemplar el paisaje. Por lo general, se situaban más allá de las tres estancias (antecámara - cámara - gabinete) que conformaban un appartement. Las galerías eran, por lo tanto, una estancia privada y, solo en ocasiones especiales, el propietario podía decidir abrirla a los visitantes o invitados.
La más famosa galería de siglo XVI, la Galerie François I en Fontainebleau, era, a pesar de su suntuosa decoración, una estancia privada, de la que solo el soberano poseía la llave.
Sin embargo, a mediados del siglo XVII, las galerías se fueron volviendo más suntuosas y, por lo tanto, más públicas, en el Hôtel Lambert, por ejemplo, la galería se resituó al lado del vestíbulo para facilitar su acceso.
Cuando Luis XIV ordenó transformar la vieja terraza de Le Vau en un suntuosa galería, esta tomó sitio al final del grand appartement del Rey, cara al jardín. Sin embargo, cuando la Galería de los Espejos se inauguró en 1684, quedó demostrada la paradoja de este tipo de estancias: si se quería que fuera una estancia pública, los aposentos del monarca perdían entonces su privacidad. Eso mismo año, Luis XIV decidió trasladarse a un nuevo appartement alrededor de la Cour de Marbre (Patio de Mármol).

## Descripción general

### Los espejos

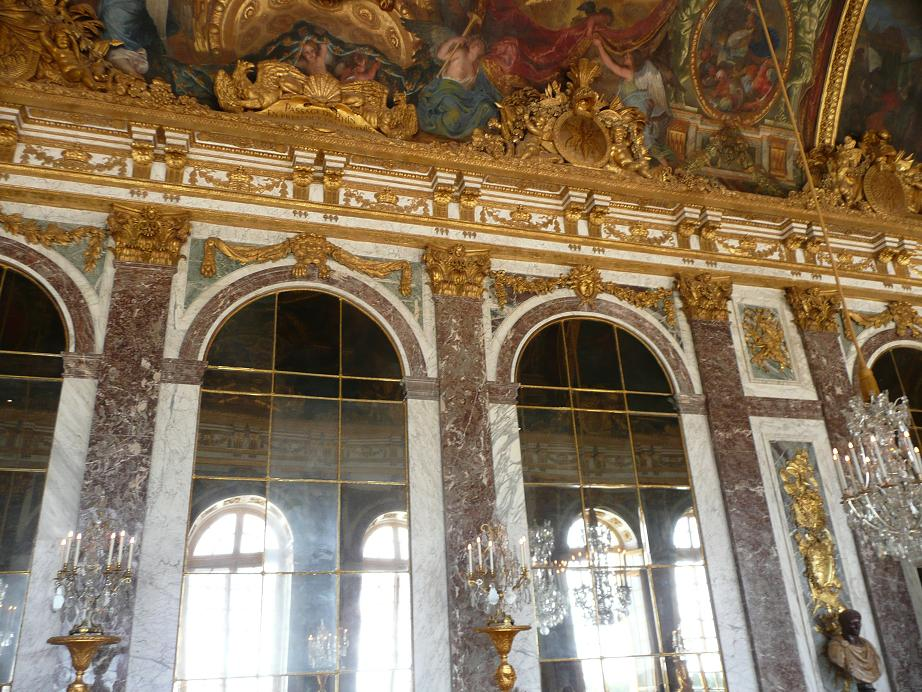
Los arcos están coronados de forma alternativa por una cabeza de Apolo y los despojos de la piel del León de Nemea.

La galería constituyó un verdadero acontecimiento en pleno siglo XVII, por la abundancia y el tamaño de sus espejos, ubicados en un extenso espacio. Con esta obra se reafirmó y se demostró la capacidad francesa para fabricar espejos, práctica impulsada por Colbert –controlador general de finanzas–, en 1665, en competencia con Venecia que dominaba esta técnica. En esos tiempos, en que un espejo por pequeño que fuera costaba muy caro, los obreros franceses llegaron a fabricar espejos de una dimensión y de una calidad excepcionales, propiciando que el propio Colbert llegara a prohibir, a partir de 1672, la importación de los productos venecianos. Los espejos se fabricaron en La Glacerie, una factoría de vidrio y de cristal situada al sur de Cherbourg.
Las diecisiete ventanas de arco dan lugar a otras tantas arcadas decoradas con espejos sujetos por varillas y clavos de bronce labrado. Las arcos están coronados de forma alternativa por una cabeza de Apolo y los despojos de la piel del León de Nemea.

La Galería de los Espejos es una gran genialidad de Mansart. inspirándose en los gabinetes de espejos, el arquitecto cambia la escala y los efectos: los transeúntes no tienen más remedio que reflejarse al mismo tiempo que la imagen de los parterres y del jardín se multiplica a su alrededor, repetida mil veces por esos muros de espejos de tamaño excepcional.

### Las pinturas

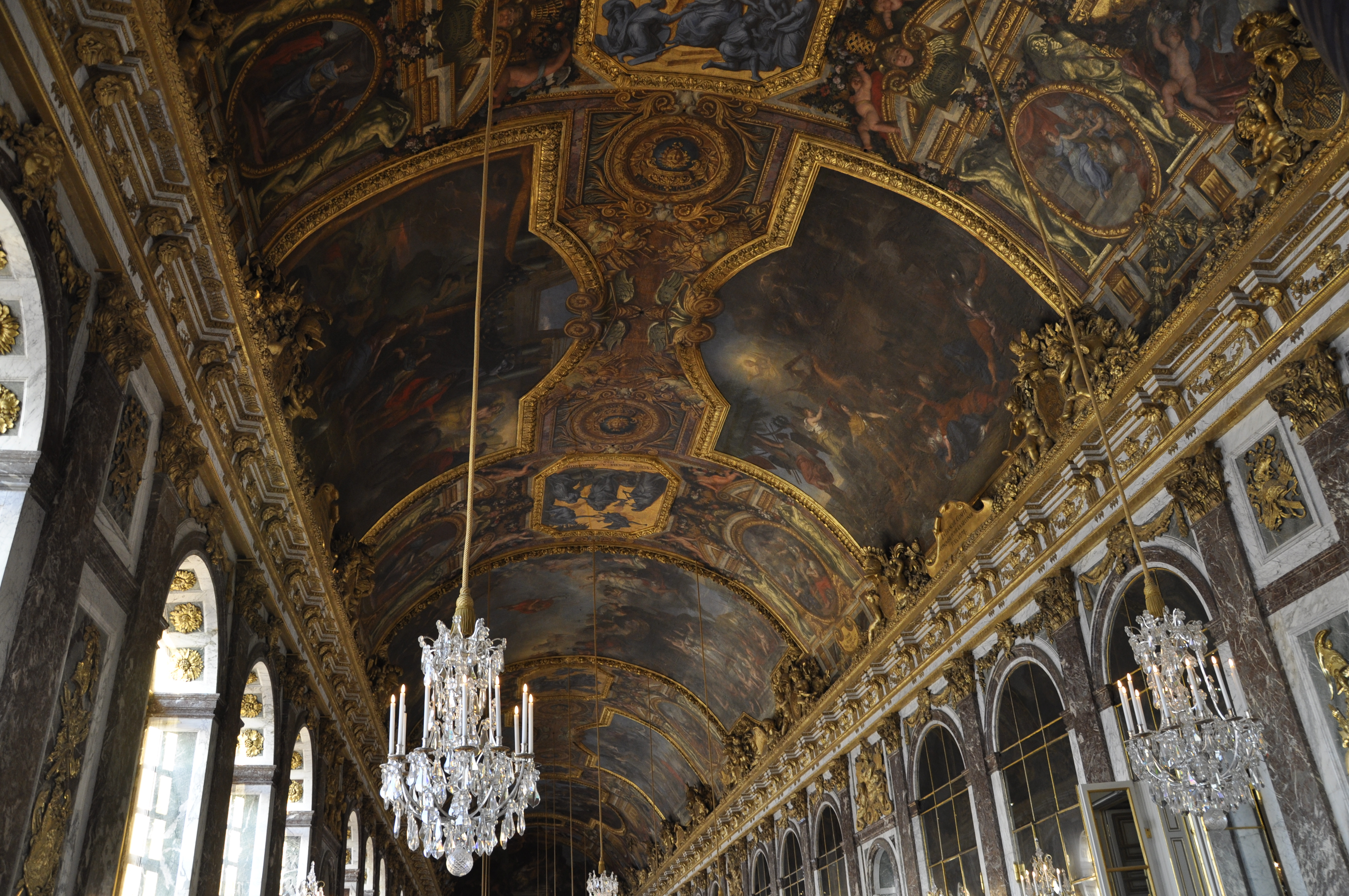
Vista del conjunto de las pinturas.

Pintada de 1681 a 1684, la bóveda de cañón está decorada con casi 1 000 m² de pinturas procedentes del taller de Charles Le Brun, que muestran las proezas del reinado de Luis XIV, apareciendo en escena el mismo rey en treinta grandes composiciones. En concreto, se relatan los grandes eventos desde la mayoría de edad del monarca (1661) hasta la Paz de Nimega (1678).
La mitad de las pinturas fueron hechas con la técnica del marouflage, es decir, telas pegadas sobre la bóveda tras su ejecución. Se trata de las escenas más notables y fueron pintadas personalmente por Le Brun a la edad de 60 años. La otra mitad está pintada directamente sobre la bóveda.
El mobiliario (primero de plata y posteriormente de madera dorada) y las numerosas estatuas que en su origen decoraban la sala fueron dispersados Revolución Francesa.

### Las esculturas

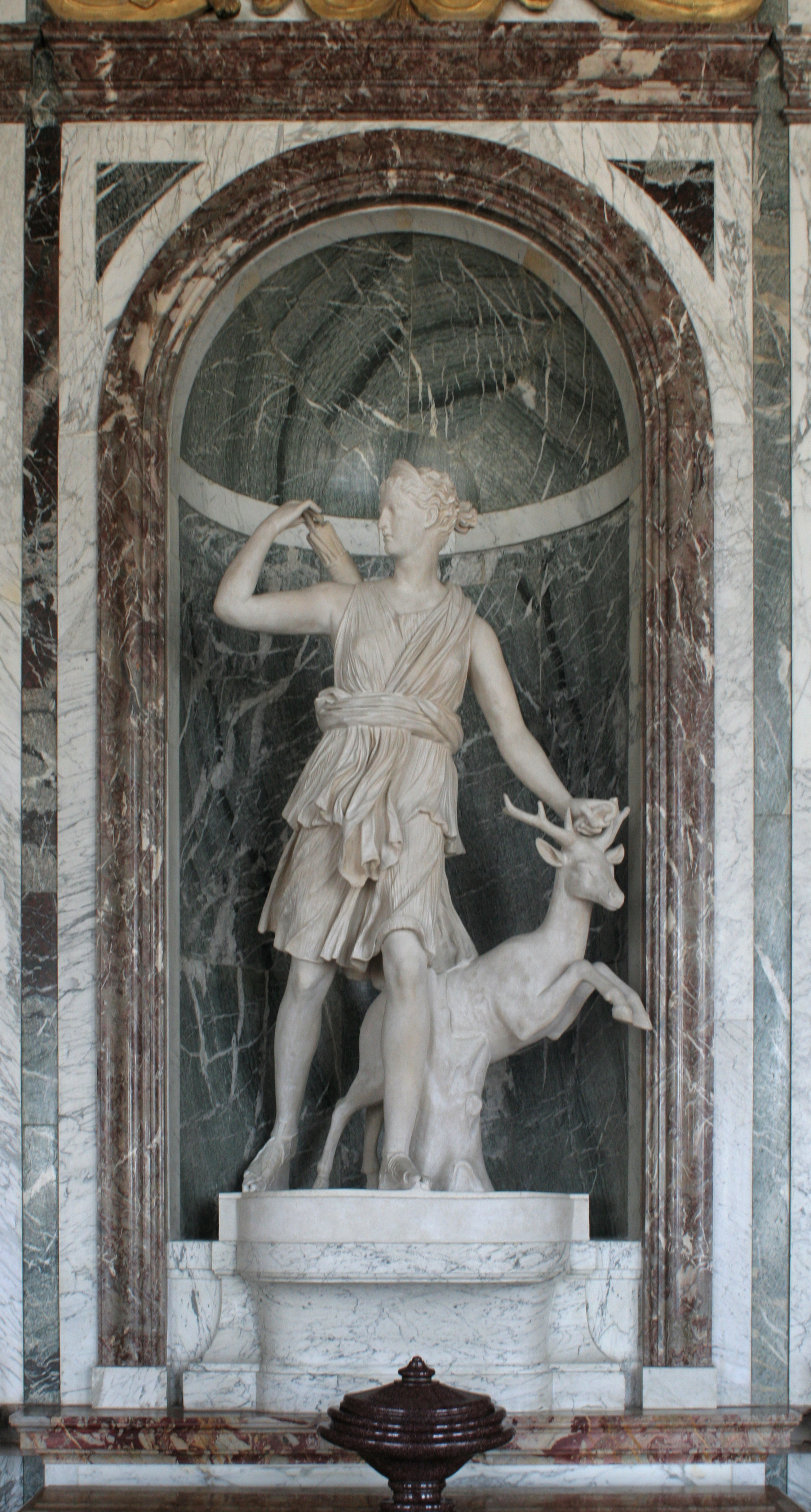
Diana de Versalles, ejemplar antiguo, repuesto en la Galería de los Espejos por el museo del Louvre.

Los capiteles de las pilastras de mármol de Rancé sobre fondo de mármol blanco están adornados con una flor de lis y con el gallo galo. Los trofeos de bronce dorado que adornan los entrepaños de mármol verde de Campan, están cincelados por el orfebre Pierre Ladoyreau.
Los ocho bustos de emperadores romanos, ejecutados en mármol y pórfiro, acompañaban a ocho estatuas –de las cuales siete eran antiguas– representando a la Venus de Arlés, a Germánico, a una sacerdotisa, a Diana, a Baco, a Venus, a una vestal y a la musa Urania.
La escultura de Diana correspondería a la popular Diana de Versalles que fue trasladada al Museo del Louvre donde permaneció algunos años; en su lugar se puso una escultura de Diana, obra de Frémin que había sido concebida para los jardines del Palacio de Marly. El 7 de julio de 1997 la Venus de Versalles volvió a su emplazamiento en la Galería de los Espejos gracias a la donación hecha por el Establecimiento Público Administrativo (EPA) del Louvre tras una decisión de la Reunión de los museos nacionales y del Grand Palais de los Champs-Élysées.

## La Galería de los Espejos como lugar histórico

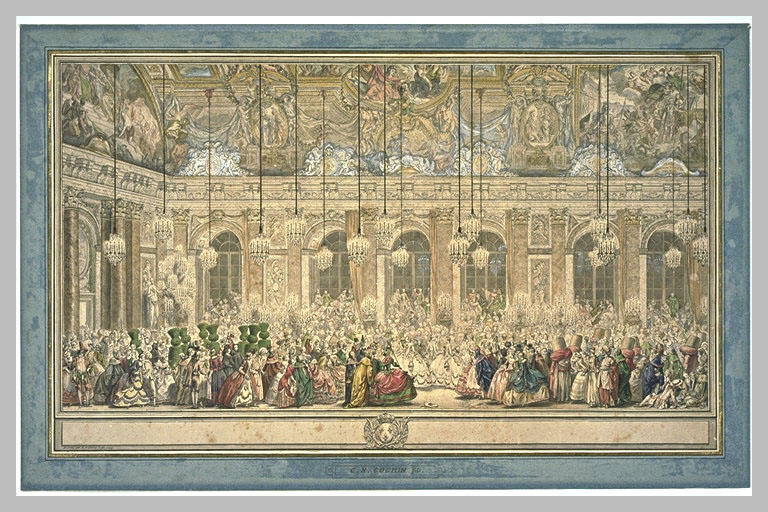
Baile de máscaras durante la boda del Delfín, 1745.

### Antiguo Régimen
Durante el reinado de Luis XIV, la galería fue en esencia un lugar de paso puesto que el rey prefería recibir a sus invitados en las estancias del Grand Appartement (o Aposentos de Aparato), asimismo, las audiencias ordinarias tenían lugar en el vecino Salon d'Apollon (Salón de Apolo). Sin embargo, la galería sirvió en más de una ocasión para audiencias importantes (o "extraordinarias") como la que se concedió al Dogo de Génova en 1685, a los embajadores de Siam en 1686, o al Sah de Persia en 1715. También Luis XV recibió en la galería en 1742 la embajada del Sultán otomano Mahmud I.
Tres eventos emblemáticos del reinado de Luis XVI tuvieron también lugar en la estancia: las festividades de la boda del todavía Delfín Luis con la archiduquesa María Antonieta de Austria, en mayo de 1770; el arresto del cardenal Louis-René-Édouard de Rohan, Gran Capellán de Francia, evento que desató el Asunto del collar, y la recepción de los embajadores de Tipoo Said, que constituyó la última audiencia solemne en el palacio antes de la Revolución.

### SigloXIX

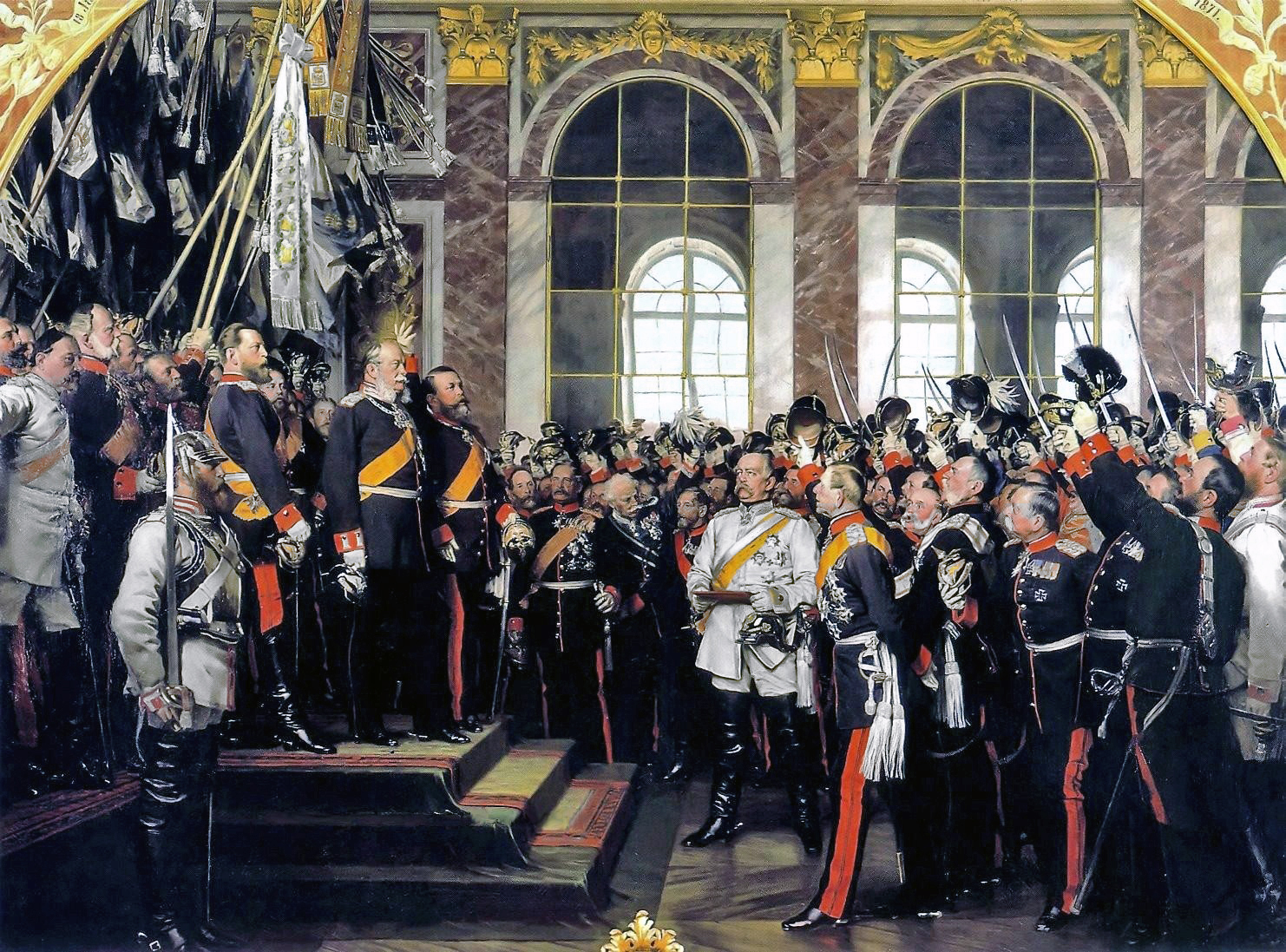
Proclamación del Imperio Alemán.

Si bien muchos soberanos y dignatarios extranjeros visitaron el palacio en el siglo XIX, la primera gran recepción en el galería tuvo lugar en agosto de 1855, cuando Napoléon III agasajó a la reina Victoria y a su esposo.

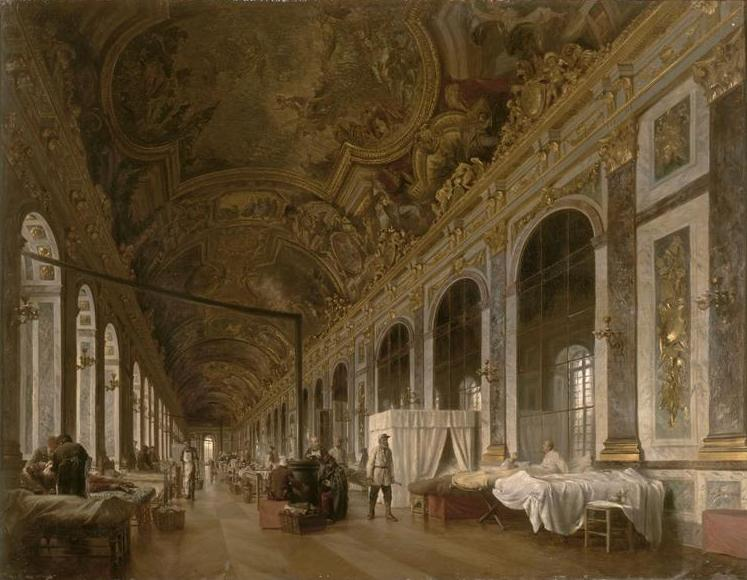
La Galería transformada en hospital militar durante la Guerra franco-prusiana.

Simbólicamente y como recuerdo de la Guerra de los Nueve Años, fue en la Galería de los Espejos donde se proclamó la creación del Imperio alemán, tras la derrota de los franceses en la Guerra Franco-Prusiana de 1870. El ascenso al nuevo trono imperial de su primer "káiser", Guillermo I de Alemania, tuvo lugar el 18 de enero de 1871, ante la asamblea de príncipes alemanes y del canciller Otto von Bismarck que fue el verdadero artífice político del imperio.
Durante treinta años la nueva Alemania dominaría parte de Europa anexionándose Alsacia y Lorena. La caída de Napoleón III precipitó la proclamación de la Tercera República y el levantamiento de la Comuna de París y su consiguiente destrucción durante la Semana sangrienta.
La humillación francesa durante la Guerra Franco-Prusiana y los eventos subsiguientes exacerbaron el patriotismo francés hasta la Primera Guerra Mundial, momento en que Francia se tomó la revancha.
Durante la Tercera República cabe destacar al recepción, en octubre de 1896, del joven zar Nicolás II y su esposa en el palacio.

### sigloXX
Precisamente como desquite de los eventos de 1870-71, en la misma Galería de los Espejos se firmó, en 1919, el Tratado de Versalles entre los Aliados y los representantes de la joven democracia alemana, poniendo fin a la Primera Guerra Mundial, delimitando las fronteras alemanas y ratificando la pérdida de sus colonias. La humillación ante estos dictámenes del tratado (el llamado "diktat") tuvo como consecuencia un malestar y resentimiento generalizado en la sociedad alemana, que Hitler aprovechó derrocar a los demócratas de la República de Weimar y rearmar Alemania con la intención de aplastar Francia en 1940.
Después de la Segunda Guerra Mundial, Versalles y en especial la galería continuaron usándose para agasajar a jefes de Estado extranjeros, cabe destacar la cena que el general Charles de Gaulle ofreció al presidente John Fitzgerald Kennedy y a su esposa en 1963 o la que el presidente Valéry Giscard d'Estaing dio en honor del último sah de Persia (Irán) Mohammad Reza Pahlevi en 1974.
Del 4 al 6 de junio de 1982, el presidente François Mitterrand reunió en esta galería a los representantes del G8.

## Restauraciones en la Galería de los Espejos
La primera restauración de la Galería de los Espejos, se produjo apenas un siglo después de su inauguración, entre 1758 y 1762, se tuvieron que consolidar las pinturas, ya que la antigüedad de la cola estaba provocando su desprendimiento. Después de la Revolución, la galería se fue degradando paulatinamente, Napoleón consolidó los edificios en general, pero no fue hasta la Restauración Borbónica cuando la Galería experimentó su segunda restauración, concretamente en 1814, bajo el reinado de Luis XVIII. Entre 1821 y 1822, se hizo un profundo estudio sobre el estado de la estancia e importantes intervenciones siguieron hasta finales del reinado de Carlos X. Luis Felipe I transformó el palacio en museo, realizando importantes intervenciones, pero apenas tocando la Galería. Restauraciones puntuales siguieron durante la segunda mitad del siglo XIX e inicios del XX. Entre 1949 y 1952 tuvo lugar otra importante restauración centrada en los espejos. En 1980 se instalaron nuevos muebles (mesas, torchères y lámparas) que reproducían el mobiliario de antes de la Revolución.

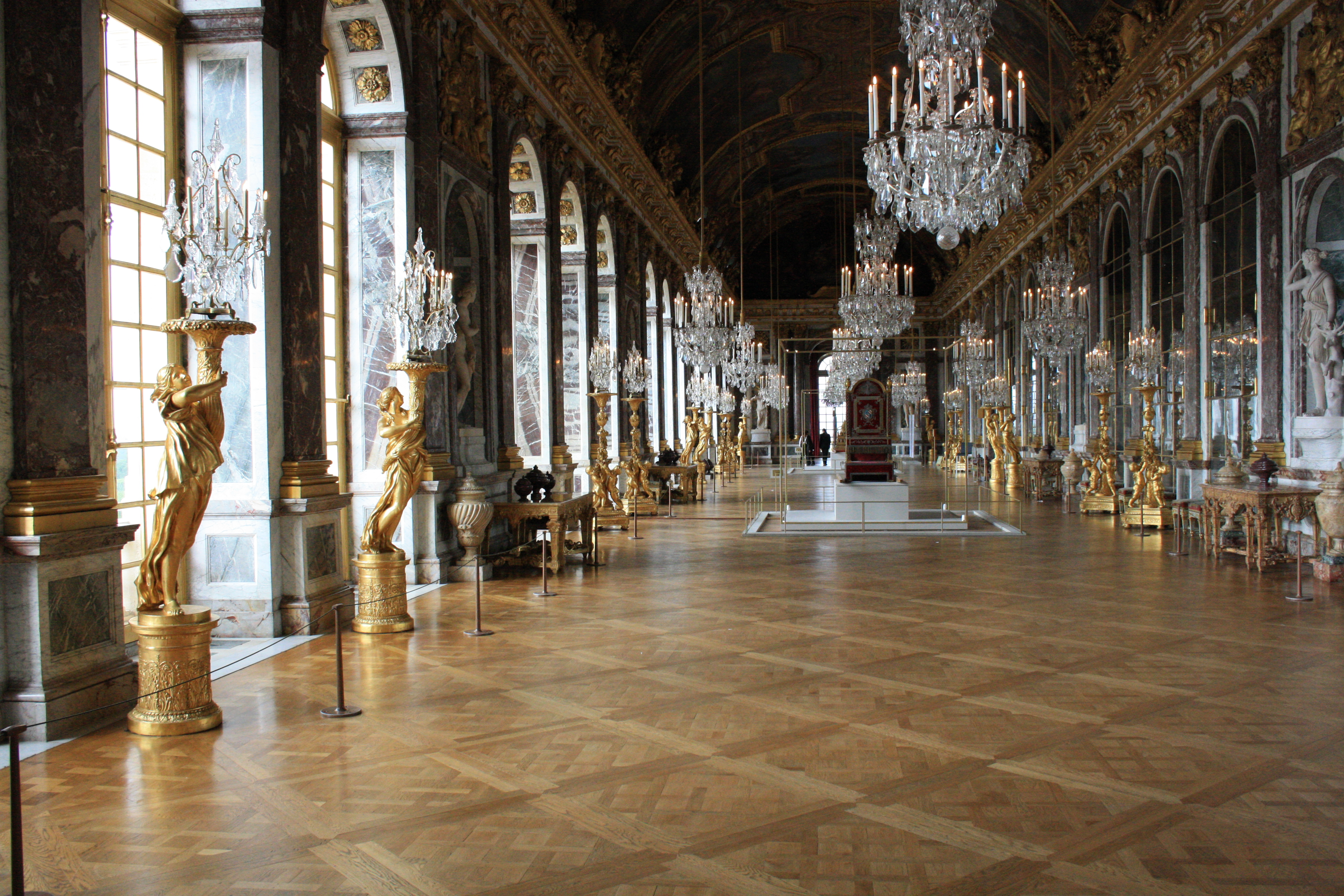
Suelo renovado.

En la primera década del siglo XXI se llevó a cabo una intensa restauración que comenzó en julio de 2004, bajo la dirección del arquitecto jefe de monumentos históricos Frédéric Didier, y terminó en junio de 2007. Fue la intervención de mayor envergadura realizada en la Galería desde su inauguración en 1684. El coste total de 12 millones de euros corrió a cargo del Grupo Vinci, uno de los principales mecenas del Castillo de Versailles. Esta empresa utilizó a la sazón los grandes recursos técnicos de algunas de sus filiales. Se llevaron a cabo los siguientes trabajos:
- se consolidaron los mármoles, se rellenaron y retocaron sus posibles agujeros y, luego, se pulieron.
- en los techos se realizó una consolidación y limpieza, además de la restauración de los frescos.
- algunos espejos que estaban muy maltrechos fueron reemplazados por otros de mercurio, en espera de una reinserción.
- se renovó la carpintería, los bronces y la iluminación.
- el suelo, que se encontraba en muy mal estado por el paso de los muchos visitantes, fue reparado por zonas pero antes de reponerlo se encastraron las redes eléctricas necesarias.
- el mobiliario y la estatuaria (que, en parte, se encontraba en depósito en el Museo del Louvre) fue recuperada y puesta de nuevo en su sitio original.
- se colocaron unas bombillas especiales en las arañas de cristal, dando la apariencia de velas de iluminación antigua.
- se dispuso una iluminación adicional para resaltar el conjunto de los frescos de la bóveda.
- el 70 % de los espejos son del siglo XVII y el 30 % son del siglo XIX, estos últimos fueron reemplazados por antiguos espejos de mercurio.[8]